# West Point (Alabama)
Pour les articles homonymes, voir West Point.
West Point, est une ville du comté de Cullman dans l'État d'Alabama, aux États-Unis,. Elle est située au nord-ouest du comté.

## Histoire
Durant de longues années, West Point est restée une communauté sans nom à la jonction de deux routes reliant Battleground (en) à Clarkson, du nord au sud, et Malaby à Crooked Creek, d'est en ouest. Les colons commencent à y construire des maisons durant les années 1870. La communauté est baptisée West Point, par les résidents, vers 1910. La ville est incorporée en octobre 1977.

## Démographie
| 1970 | 1980 | 1990 | 2000 | 2010 | - |
| ---- | ---- | ---- | ---- | ---- | - |
| 162  | 248  | 257  | 295  | 586  | - |

## Source de la traduction
- (en) Cet article est partiellement ou en totalité issu de l’article de Wikipédia en anglais intitulé « West Point, Alabama » (voir la liste des auteurs).